# Sepolcro dei Domizi
Il Sepolcro dei Domizi, anche detto Mausoleo dei Domizi Enobarbi, è un'antica tomba della prima età imperiale, le cui vestigia sono situate a Roma, al di sotto della basilica di Santa Maria del Popolo, alle pendici del Pincio.

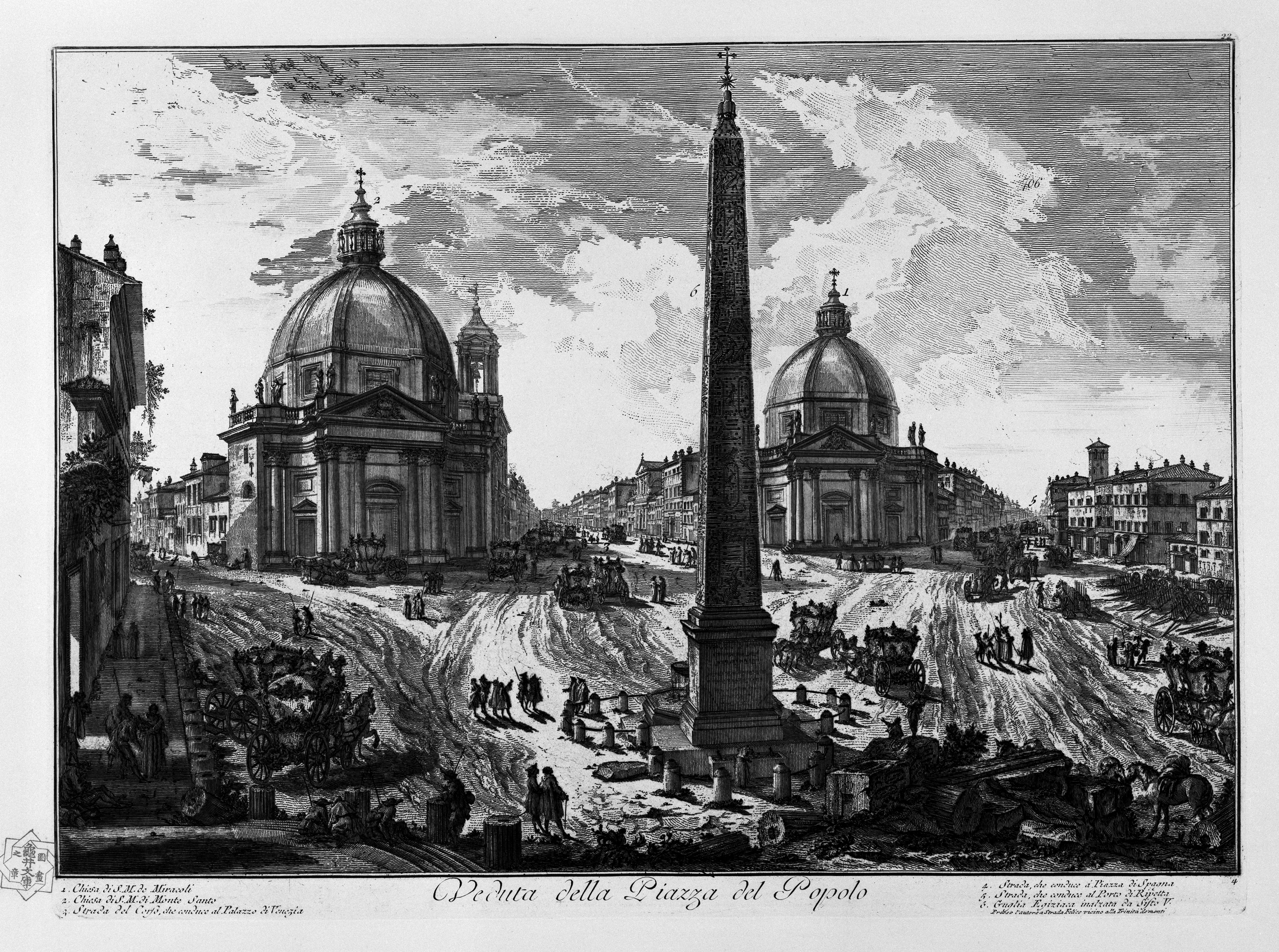
Roma, Piazza del Popolo in un'incisione del XVIII secolo di Gianbattista Piranesi

Qui vennero sepolte le ceneri di Nerone, che erano conservate in un'urna di porfido, sormontata da un altare di marmo lunense.

## La distruzione del sepolcro
La distruzione del mausoleo avvenne, agli inizi del XII secolo, per volere di papa Pasquale II, allo scopo di eliminare la memoria popolare di Nerone che ancora sopravviveva ad oltre un millennio dalla morte.
Pasquale II era turbato dai corvi che volteggiavano sul noce secolare piantato nelle adiacenze della tomba dei Domizi Enobarbi.
Egli paventava che quei corvi fossero demòni in attesa della reincarnazione dell'imperatore Nerone, da secoli identificato come l'anticristo. 
La convinzione di Pasquale era nata dal sillogismo di alcuni autori cristiani come Vittorino, Commodiano e Sulpicio Severo, che avevano messo in relazione il passo 13-15 dell'Apocalisse di Giovanni "Bestia il cui numero è 666" con il fatto che sommando il valore numerico delle lettere che compongono le parole "Nerone Cesare" in lingua ebraica, si ottiene il numero 666. 
Al di là dell'opinione papale e degli antichi scrittori ecclesiastici, la tomba era divenuta una problematica seria che affliggeva soprattutto il popolo di Roma. La paura che Nerone potesse tornare dagli inferi nella figura di Anticristo era una credenza popolare che l'élite degli intellettuali cristiani guardava con sospetto da secoli; nell'opera agostiniana De Civitate Dei l'autore scrive "vi sono perciò persone che affermano che Nerone risorgerà e diventerà l'Anticristo [...] Quanto a me, sono assai stupito della grande presunzione di coloro che azzardano simili congetture". Dunque tale credenza popolare radicatasi dal tardo terzo secolo, era nel pieno medioevo, ancora ben nota e diffusa. 
È difficile sapere con certezza il motivo della demolizione (appare poco credibile una personale convinzione del papa di ritorno dall'aldilà del matricida, e più credibile la sua volontà di mitigare le credenze del popolo romano o addirittura evitare possibili venerazioni). Ad ogni modo il mausoleo dei Domizi Enobarbi fu raso al suolo e tagliato il noce secolare. Al loro posto, fu eretta una cappella, nucleo originario di quella che oggi, dopo varie trasformazioni e ampliamenti, è la basilica di Santa Maria del Popolo, in Piazza del Popolo a Roma. Le ceneri di Nerone, se ancora presenti, con tutta probabilità, furono invece gettate nel fiume Tevere.
Successivamente venne diffusa la voce che i resti di Nerone fossero stati traslati in un mausoleo sulla via Cassia, fuori dalle mura cittadine. Forse le autorità speravano nella distanza per scoraggiare l'annuale pellegrinaggio che, al contrario, continuò. Tant'è che a tutt'oggi la zona è denominata Tomba di Nerone, sebbene l'epigrafe latina indichi chiaramente essere il sepolcro del prefetto Publio Vibio Mariano.